# ANTHOLOGY 〜SINGLE COLLECTION〜
『ANTHOLOGY 〜SINGLE COLLECTION〜』（アンソロジー 〜シングル コレクション〜）は、1996年8月21日にポニーキャニオンから発売された松山千春の企画ベスト・アルバム。品番：PCCA-00994。

## 解説
松山がキャニオン・レコード（現ポニーキャニオン）在籍時に発売した、全8枚のシングル（A・B両面）全16曲を完全オリジナル音源で収録。
松山のデビュー20周年記念企画として初期の代表曲を集めたコレクション・アルバム『大源流 〜The Early Hit Songs〜』と同時発売された。

## 収録曲
全曲　作詞・作曲：松山千春
1. 旅立ち (3:09)[1]
  - 編曲：松井忠重
2. 初恋 (3:40)[1]
  - 編曲：松井忠重
3. かざぐるま (4:23)[1]
  - 編曲：松井忠重
4. 銀の雨 (3:34)[1]
  - 編曲：松井忠重
5. 時のいたずら (3:47)[1]
  - 編曲：清須邦義
6. 白い花 (4:41)[1]
  - 編曲：清須邦義
7. 青春 (3:24)[1]
  - 編曲：松井忠重
8. MY自転車 (3:25)[1]
  - 編曲：清須邦義
9. 季節の中で (3:16)[1]
  - 編曲：清須邦義
10. 青春Ⅱ (2:56)[1]
  - 編曲：松井忠重
11. 窓 (5:01)[1]
  - 編曲：清須邦義
12. 卒業 (3:21)[1]
  - 編曲：松井忠重
13. 夜明け (3:41)[1]
  - 編曲：青木望
14. サイクリング (2:22)[1]
  - 編曲：清須邦義
15. 恋 (4:41)[1]
  - 編曲：清須邦義
16. 帰ろうか (4:33)[1]
  - 編曲：青木望